# Бастобинський сільський округ
Бастоби́нський сільський округ (каз. Бастөбе ауылдық округі, рос. Бастобинский сельский округ) — адміністративна одиниця у складі Каратальського району Жетисуської області Казахстану. Адміністративний центр — село Бастобе.
Населення — 4940 осіб (2021; 5603 у 2009, 5734 у 1999, 8072 у 1989).
Станом на 1989 рік існували Ленінська сільська рада (села Ленінський Путь, Октябр, Нова Жизнь) та Новомирська сільська рада (села Ворошилово, Майлибай, Наймансуєк, Новий Мир, Стріла, селища Курушааласи, Роз'їзд 47).

## Склад
До складу округу входять такі населені пункти:
| Населений пункт               | Населення, осіб (1989) | Населення, осіб (1999) | Населення, осіб (2009) | Населення, осіб (2021) |
| ----------------------------- | ---------------------- | ---------------------- | ---------------------- | ---------------------- |
| Бастобе, село                 | 4297                   | 3180                   | 3316                   | 2941                   |
| Ворошилово, село              | 117                    | -                      | -                      | -                      |
| Жилибулак, село               | 1153                   | 799                    | 818                    | 595                    |
| Кішитобе, село                | 349                    | 446                    | 322                    | 303                    |
| Куришдаласи, станційне селище | 96                     | 144                    | 70                     | 31                     |
| Майлибай, село                | 215                    | -                      | -                      | -                      |
| Наймансуєк, село              | 131                    | -                      | -                      | -                      |
| Ортатобе, село                | 1435                   | 1123                   | 1039                   | 1053                   |
| Роз'їзд 47, станційне селище  | 38                     | 42                     | 38                     | 17                     |
| Стріла, село                  | 241                    | -                      | -                      | -                      |